# Hulukou Shuiku
Hulukou Shuiku (kinesiska: 葫芦口水库) är en reservoar i Kina. Den ligger i provinsen Sichuan, i den sydvästra delen av landet, omkring 130 kilometer sydost om provinshuvudstaden Chengdu. Arean är 2,5 kvadratkilometer. Trakten runt Hulukou Shuiku består till största delen av jordbruksmark. Den sträcker sig 7,1 kilometer i nord-sydlig riktning, och 1,8 kilometer i öst-västlig riktning.
Genomsnittlig årsnederbörd är 1 330 millimeter. Den regnigaste månaden är juli, med i genomsnitt 290 mm nederbörd, och den torraste är december, med 13 mm nederbörd.